# Andrzej Sztolf
Andrzej Maria Sztolf (ur. 9 czerwca 1941 w Przeworsku, zm. 1 lutego 2012 w Krakowie) – polski skoczek narciarski i tyczkarz, olimpijczyk, dwukrotny medalista uniwersjady i dwukrotny mistrz kraju w skokach narciarskich.

## Przebieg kariery
Był synem nauczycieli wychowania fizycznego, Łucji i Tadeusza. Od dzieciństwa interesował się skokami narciarskimi i lekkoatletyką. W 1949 wraz z rodziną przeprowadził się do Szklarskiej Poręby. Rozpoczął tam treningi skoków, na niewielkiej drewnianej skoczni skakał na odległość 27 metrów. Zwyciężył w zawodach mistrzowskich pionu sportowego Kolejarz. W 1956 trafił do narodowej reprezentacji juniorskiej. Pięć lat później został powołany do kadry seniorów. Był przedskoczkiem podczas Mistrzostw Świata w 1962 w Zakopanem.
28 grudnia 1962 w Oberstdorfie zadebiutował w Turnieju Czterech Skoczni, biorąc udział w jego 11. edycji. W tym konkursie zajął 42. miejsce, natomiast najlepszą jego pozycją była 24. w Bischofshofen. W klasyfikacji generalnej był 33. W następnym roku zanotował lepszy występ, w którym był 13. w Garmisch-Partenkirchen i zamknął pierwszą dziesiątkę w Bischofshofen. W późniejszych latach jeszcze czterokrotnie występował w turnieju, jednak nigdy już nie powtórzył sukcesu z 12. edycji, tylko dwukrotnie wchodząc do czołowej trzydziestki.
Wziął udział w Zimowych Igrzyskach Olimpijskich w 1964 w Innsbrucku w konkursie na dużej skoczni, w którym zajął 26. miejsce, po skokach na 85 m, 82 m i 79,5 m. W tym samym roku wystąpił na zimowej uniwersjadzie w Szpindlerowym Młynie, gdzie zdobył brązowy medal w skokach.
W 1965 zdobył tytuły mistrza kraju na skoczni średniej i dużej. Był także dwukrotnym wicemistrzem na skoczni dużej w 1967 i 1968.
Wystąpił na Zimowej Uniwersjadzie w 1966 w Sestriere, gdzie zdobył srebrny medal w skokach, mimo kontuzji (skręcenia nogi). Zdobył też tytuł "Mistera Uniwersjady". Przed uniwersjadą wdał się w bójkę i zaatakował milicjanta, za co był sądzony.
Uprawiał również lekkoatletykę, głównie skok o tyczce. Natomiast jego najlepszy wynik w skoku wzwyż wynosił 180 cm.

## Po zakończeniu kariery
W 1971 zakończył karierę i ukończył studia na Wydziale Mechanicznym Politechniki Krakowskiej.
Po zakończeniu kariery zamieszkał w Zakopanem, 
W latach 1974–1978 pracował w wytwórni nart w Szaflarach na stanowisku kierownika produkcji
W latach 1979–1986 pracował w Miejskim Przedsiębiorstwie Gospodarki Komunalnej (MPGK) na stanowisku kierownika bazy transportowej
W latach 1998–2000 zajmował się prowadzeniem wyciągu w Szczyrku, a następnie prowadził firmę montującą żaluzje i rolety okienne i został instruktorem narciarstwa.
Działał w klubie Stronnictwa Demokratycznego w powiecie tatrzańskim.
Zmarł 1 lutego 2012 w krakowskim szpitalu.

## Osiągnięcia

### Igrzyska olimpijskie
| Miejsce | Dzień    | Rok  | Miejscowość | Skocznia | Punkt K | Konkurs  | Skok 1 | Skok 2 | Skok 3 | Nota      | Strata   | Zwycięzca    |
| ------- | -------- | ---- | ----------- | -------- | ------- | -------- | ------ | ------ | ------ | --------- | -------- | ------------ |
| 26.     | 9 lutego | 1964 | Innsbruck   | Bergisel | K-90    | indywid. | 85,0 m | 82,0 m | 79,5 m | 196,2 pkt | 34,5 pkt | Toralf Engan |

#### Turniej Czterech Skoczni
| 11. Turniej Czterech Skoczni |                        |           |               |       |
| Oberstdorf                   | Garmisch-Partenkirchen | Innsbruck | Bischofshofen | klas. |
| 42                           | 53                     | 46        | 24            | 33    |
| 12. Turniej Czterech Skoczni |                        |           |               |       |
| Oberstdorf                   | Garmisch-Partenkirchen | Innsbruck | Bischofshofen | klas. |
| 23                           | 13                     | 68        | 10            | 22    |
| 14. Turniej Czterech Skoczni |                        |           |               |       |
| Oberstdorf                   | Garmisch-Partenkirchen | Innsbruck | Bischofshofen | klas. |
| 21                           | 73                     | 30        | 46            | 42    |
| 16. Turniej Czterech Skoczni |                        |           |               |       |
| Oberstdorf                   | Garmisch-Partenkirchen | Innsbruck | Bischofshofen | klas. |
| 40                           | 50                     | 72        | 28            | ?     |
| 17. Turniej Czterech Skoczni |                        |           |               |       |
| Oberstdorf                   | Garmisch-Partenkirchen | Innsbruck | Bischofshofen | klas. |
| 56                           | 55                     | 59        | 35            | 52    |
| 18. Turniej Czterech Skoczni |                        |           |               |       |
| Oberstdorf                   | Garmisch-Partenkirchen | Innsbruck | Bischofshofen | klas. |
| 91                           | 71                     | 68        | 52            | 65    |

#### Sukcesy krajowe
- Mistrz Polski na normalnej skoczni – 1965
- Mistrz Polski na dużej skoczni – 1965
- Wicemistrz Polski na dużej skoczni – 1967
- Wicemistrz Polski na dużej skoczni – 1968
- Zwycięstwo w zawodach pionu sportowego Kolejarz